# Minority Report
Minority Report (conocida como Sentencia previa en Hispanoamérica) es una película estadounidense de acción y ciencia ficción de 2002 dirigida por Steven Spielberg, basada libremente en un relato corto de 1956 de Philip K. Dick titulado El informe de la minoría. La cinta está protagonizada por Tom Cruise, Colin Farrell, Samantha Morton y Max von Sydow.
La trama está ambientada en Washington, D. C. y el norte de Virginia en el año 2054, donde un departamento de policía especializado, conocido como PreCrimen, detiene a los delincuentes basándose en el conocimiento previo proporcionado por tres psíquicos llamados "precognitivos". La película combina elementos de los géneros tech noir, policíaco y suspenso junto el subgénero de la ciencia ficción cyberpunk, así como una película de persecución tradicional, ya que el protagonista principal es acusado de un crimen que no ha cometido y se convierte en fugitivo. Spielberg ha caracterizado la historia como "un cincuenta por ciento de personajes y un cincuenta por ciento de narración muy complicada con capas y capas de misterio y trama de asesinatos". El tema central de la película es la cuestión del libre albedrío frente al determinismo. Examina si el libre albedrío puede existir si el futuro se establece y se conoce de antemano. Otros temas incluyen el papel del gobierno preventivo en la protección de su ciudadanía, el papel de los medios de comunicación en un estado futuro donde los avances tecnológicos hacen que su presencia sea casi ilimitada, la legalidad potencial de un fiscal infalible y el tema perenne de Spielberg de las familias rotas.
La película se vendió por primera vez en 1992, como una secuela de otra adaptación de Dick, Total Recall, y comenzó su desarrollo en 1997, después de que un guion de Jon Cohen llegara a Spielberg y Cruise. La producción sufrió muchos retrasos debido a que la película de Cruise, Misión: Imposible 2, y la película de Spielberg, A.I. Inteligencia artificial, sobrepasaron el calendario, que finalmente comenzó en marzo de 2001. Durante la preproducción, Spielberg consultó a numerosos científicos en un intento de presentar un mundo futuro más plausible que el visto en otras películas de ciencia ficción y algunos de los diseños de tecnología en la película han demostrado ser proféticos.
Minority Report fue una de las películas con mejores reseñas de 2002 y fue nominada a varios premios. Recibió una nominación al Oscar a la Mejor Edición de Sonido y once nominaciones a los Premios Saturn, incluyendo Mejor Actor, Mejor Actor de Reparto y Premio Saturn a la Mejor Banda Sonora, ganando Mejor Película de Ciencia Ficción, Mejor Dirección, Mejor Escritura y Mejor Actriz de Reparto. La película ganó más de $358 millones en todo el mundo con un presupuesto general de $142 millones (incluida la publicidad). Se vendieron más de cuatro millones de DVD en sus primeros meses de lanzamiento en taquilla.

## Argumento
En abril de 2054, el capitán John Anderton (Tom Cruise) es jefe de la fuerza de policía PreCrimen en Washington D. C. El grupo usa visiones del futuro que son vistas por los tres "precognitivos", que son tres adolescentes recuperados de trastornos mentales, dos hermanos gemelos varones y una mujer, con habilidades precognitivas. Gracias a ello han detenido muchos asesinatos en el estado por seis años, logrando tasas de asesinato nulas. Lo que hace el sistema es evitar las muertes. Anderton es un miembro muy respetado del grupo, aunque es adicto a una droga llamada "Neuroína". Esto fue generado después de que su hijo Sean desapareciera en una piscina pública y también causó que su esposa Lara Clarke (Kathryn Morris) lo dejara, aunque no se divorciaron. 
El director de PreCrimen, Lamar Burgess (Max von Sydow), propone que el sistema PreCrimen se instaure en toda la nación. Para aprobar esta operación, el Departamento de Justicia manda a un representante llamado Danny Witwer (Colin Farrell) a inspeccionar el sistema. Witwer no está convencido del todo con la labor de PreCrimen, ya que cree que se está sentenciando a gente que todavía no ha cometido un crimen. Durante la inspección, los precognitivos predicen que Anderton asesinará a un hombre llamado Leo Crow (Mike Binder) dentro de 36 horas. Anderton logra ocultar la predicción, pensando que ha sido una trampa tendida por Witwer, quien sabe sobre su adicción. Luego de escapar en una persecución, Anderton visita a la creadora del sistema PreCrimen, la Dra. Iris Hineman (Lois Smith), y ella le explica que a veces los precognitivos tienen visiones del futuro diferentes. Hay casos donde solo dos de los precognitivos predicen que ocurrirá algo y el restante predice algo diferente, y esto genera un "informe minoritario" (Minority Report). Esto se mantuvo siempre oculto, ya que dañaría la fiabilidad del sistema.
Anderton acude a un cirujano en el mercado negro para un trasplante ocular y así evadir de esta manera el Sistema de Reconocimiento Óptico de la ciudad. Regresa a PreCrimen y secuestra a la precognitiva Agatha (Samantha Morton), provocando que los demás precognitivos no puedan tener visiones, porque si bien puede ocurrir el reporte minoritario no funcionan si no está el grupo completo. Anderton lleva a Agatha con un hacker para extraer el informe minoritario de Crow, pero no existe ninguno, y en cambio Agatha le muestra una escena que Anderton ya había visto un día antes, el asesinato de Anne Lively (Jessica Harper), una mujer que fue ahogada por una figura encapuchada cinco años antes. 
Los dos van hacia el lugar donde, según la visión, Crow sería asesinado. En la habitación de este, Anderton encuentra fotos de niños, incluyendo una de Sean. Anderton entonces se da cuenta de que lo va a matar por haber secuestrado a su hijo. Crow aparece y cuando Anderton está a punto de asesinarlo, decide en cambio arrestarlo. Crow entonces confiesa que alguien lo obligó a hacerse pasar por el asesino de su hijo y a cambio darle a su familia dinero, pero solo si Anderton lo mataba. A pesar de las negaciones de este, Crow toma el arma y se suicida dejando claro que el sistema no falla.
Más tarde, Witwer inspecciona el lugar donde Crow se suicidó y descubre que Anderton es solo un chivo expiatorio. Examinando las imágenes del asesinato de Lively, descubre que hubo dos atentados contra su vida: el primero fue detenido por PreCrimen, pero el segundo que ocurrió momentos después, tuvo éxito. Gracias a esta réplica, los técnicos de PreCrimen creerían que solo se trataba de un "eco" (así es como llaman a las visiones repetidas de un mismo asesinato que, en ocasiones, tienen los precognitivos) y desestimarían el verdadero asesinato. Witwer también sospecha que esto solo pudo haber sido realizado por alguien perteneciente a PreCrimen, es decir, alguien con los conocimientos y el acceso suficientes para hacer una modificación de la visión dentro de Agatha. Al verlo, Burgess le dispara a Witwer para esconder el asesinato. 
Anderton y Agatha se dirigen a la casa de Lara. Allí descubre que Lively fue la madre de Agatha, y que ésta fue asesinada justo después de que la persona que supuestamente la iba a matar fuera detenida. Lara había llamado antes a Burgess, informándole que su exesposo estaba con ella, por lo que PreCrimen encuentra a Anderton y es arrestado, mientras que Agatha es devuelta a PreCrimen.  
Intentando consolar a Lara, Burgess se revela accidentalmente como el asesino de Lively. Lara huye y logra liberar a Anderton. En el banquete realizado para celebrar el éxito de PreCrimen, al cual asiste Burgess, Anderton reproduce el informe minoritario de Agatha del asesinato de Lively. Anderton entonces revela que ella fue asesinada, ya que, al dejar las drogas, quería que le devolvieran a su hija Agatha, pero esto haría que el sistema fuera inútil y que PreCrimen dejara de existir. Mientras tanto, se crea una nueva visión, en la que Burgess es el asesino y la víctima que va a matar es el propio Anderton. Los dos se encuentran y Anderton le explica a Burgess que si lo asesina, el sistema será perfecto y él será llevado a prisión, pero si no lo hace, se darán cuenta de que el sistema no funciona y PreCrimen será cerrado un tiempo. Al final se observa a Burgess suicidándose, lo que demuestra otro fallo en la predicción, probablemente por ser un informe minoritario. Se abandona PreCrimen y todos los presos son indultados y puestos en libertad, aunque muchos permanecen bajo estrecha vigilancia policial.
Anderton y Lara viven juntos de nuevo y esperan un bebé. Agatha y los gemelos son llevados a un lugar apartado para que sus dones no los atormenten y finalmente llevar una vida en paz.

## Reparto y personajes

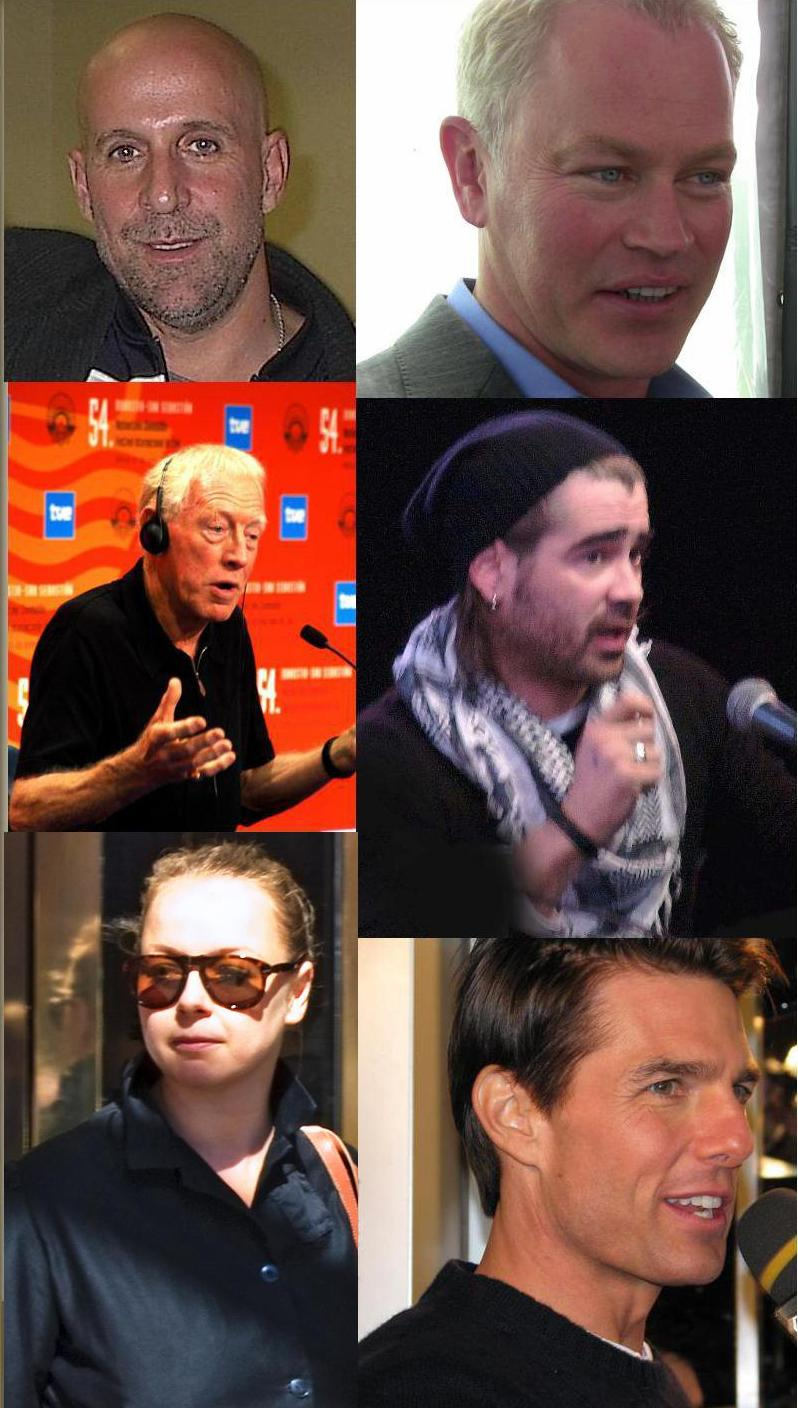
Reparto de Minority Report. De izquierda a derecha: Peter Stormare, Neal McDonough, Max von Sydow, Colin Farrell, Samantha Morton y Tom Cruise.

- Tom Cruise como Jefe John Anderton.
- Colin Farrell como Danny Witwer.
- Samantha Morton como Agatha.
- Max von Sydow como Director Lamar Burgess.
- Kathryn Morris como Lara Clarke.
- Tim Blake Nelson como Gideon.
- Peter Stormare como Dr. Solomon Eddie.
- Lois Smith como Dr. Iris Hineman.
- Steve Harris como Jad.
- Mike Binder como Leo Crow.
- Jessica Harper como Anne Lively.
- Neal McDonough como Fletcher.
- Jessica Capshaw como Evanna.
- Patrick Kilpatrick como Knott.
- Michael Dickman como Arthur.
- Matthew Dickman como Dashiell.
- Nancy Linehan Charles como Celeste Burgess.
- Tyler Patrick Jones como Sean.
- Dominic Scott Kay como un joven Sean.
- Keith Campbell como un policía de PreCrimen.
- Frank Grillo como un policía de PreCrimen.
- Cameron Crowe como un pasajero del autobús (cameo, sin acreditar).
- Paul Thomas Anderson como un pasajero del tren (cameo, sin acreditar).
- Cameron Diaz como una mujer en el metro (cameo, sin acreditar).
- Carlos de la Mota como Charles Burgess.

## Producción
La banda sonora instrumental de la producción cinematográfica fue compuesta por John Williams.

## Recepción
La película fue un éxito de taquilla. También causó a que el tándem Cruise-Spielberg se volviera a unir pocos años más tarde para recrear otro clásico de la ciencia ficción, la novela de H.G. Wells La guerra de los mundos.

## Adaptación televisiva
En agosto de 2014, Steven Spielberg anunció que llevaría la historia de Minority Report a la televisión a través de su productora Amblin Television, emitiéndose por la cadena Fox entre el 21 de septiembre y el 30 de noviembre de 2015. La serie fue cancelada luego de tan solo una temporada al aire.